# Cozondiapa
Cozondiapa är en ort i Mexiko.   Den ligger i kommunen Copanatoyac och delstaten Guerrero, i den sydöstra delen av landet, 230 km söder om huvudstaden Mexico City. Cozondiapa ligger 2 009 meter över havet och antalet invånare är 230.
Terrängen runt Cozondiapa är lite bergig, och sluttar norrut. Runt Cozondiapa är det ganska glesbefolkat, med 32 invånare per kvadratkilometer. Närmaste större samhälle är Malinaltepec, 14,3 km söder om Cozondiapa. I omgivningarna runt Cozondiapa växer huvudsakligen savannskog.